# Sang Sinxay
Il Sang Sinxay è un poema epico facente parte della letteratura laotiana e diffuso nel Laos e nella regione dell'Isan, nel nordest della Thailandia. L'opera viene attribuita allo scrittore Thao Pangkham ed era originariamente un libro di sermoni rilegato in un fascio di bambù contenente 21 foglie di palma. Venne scritta nel XVI secolo ai tempi del sovrano Surigna Vongsa, un'epoca considerata l'età dell'oro del regno di Lan Xang.
Il Sang Sinxay è stato oggetto di studio sia da parte degli accademici laotiani che di quelli thailandesi. Di questa opera vi sono state trasposizioni teatrali e cinematografiche, nonché rappresentazioni artistiche di murali e poesie.

## Storia
Si suppone che l'opera sia stata scritta durante la reggenza di Surigna Vongsa, un periodo considerato florido e pacifico che vedeva il proliferarsi di monaci buddhisti a Vientiane. Si presume che l'autore fosse un poeta colto educato a corte che aveva ricevuto un'istruzione monastica. Per quanto non vi siano riferimenti al suo nome, l'autore definisce sé stesso "Kha Pang Kham" che significa "io nell'era della prosperità".
Gli studi concordano sul fatto che le antiche origini del Sang Sinxay risalgano al popolo mon proveniente dall'odierno Myanmar meridionale. I mon avrebbero introdotto elementi indigeni nel credo buddhista indù e ciò avrebbe dato vita a una serie di racconti popolari e leggende come quella di Sinxay. La letteratura di corte avrebbe poi adattato questo racconto epico ai canoni della letteratura classica del regno di Lan Xang.
La rivalutazione dell'opera cominciò a partire dagli anni '30, quando Sila Viravong trascrisse gli antichi manoscritti che videro poi la prima pubblicazione nel 1951, alla quale ne seguirono molte altre. Nel 2003 il governo laotiano dichiarò il Sang Sinxay patrimonio culturale nazionale.

## Trama

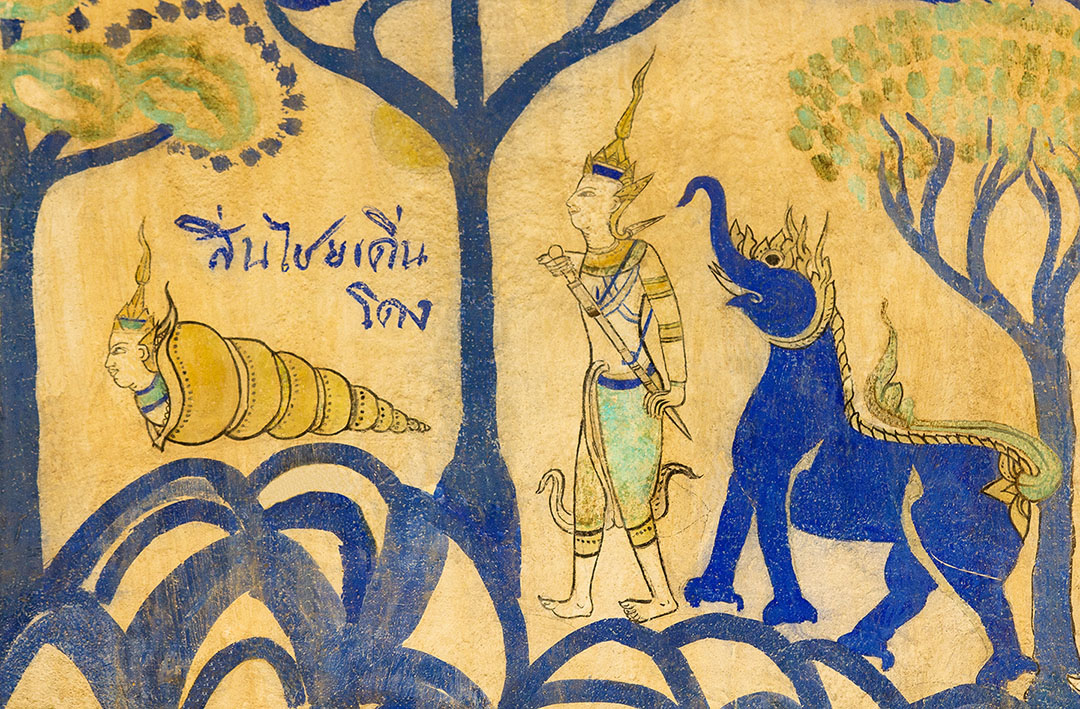
Murale raffigurante Sinxay, Sangthong e Siho

L'edizione compilata da Thao Pangkham menziona il rapimento di Sumontha, sorella minore del re di Pengchan Thao Kutsalad, da parte di Phraya Yakkumphan. Il re, intento a salvare sua sorella, incontra 7 donne che diventano sue consorti assieme alla regina Chantha. Tutte le otto donne restano incinte e l'astrologo di corte prevede che tra i nascituri della regina Chantha e della regina Lun ve ne sarà uno prescelto. Le altre donne cercano quindi di corrompere l'astrologo drogando il sovrano Thao Kutsalad.
La regina Lun partorisce due figli: uno a forma di conchiglia di nome Sangthong e l'altro dalle sembianze umane armato di spada e frecce di nome Sinxay. La consorte Chandra invece partorisce Siho, una creatura dalla testa di elefante e dal corpo di un leone e dotata di poteri magici fuori dal comune tanto da far soggezione allo stesso re, il quale lo caccia dalla città assieme alla sua prima consorte. Per tale motivo, il dio Indra costruisce per i due un castello in una foresta.
Una volta che gli altri sei figli sono cresciuti, resisi conto dello status superiore di Sangthong, Sinxay e Siho, ingannano il sovrano facendogli credere di avere dei poteri soprannaturali, così vengono inviati dal padre a cercare la zia rapita. Sangthong e Sinxay, essendo molto più dotati dei loro fratelli, riescono a superare ardui ostacoli nel cercare la regina Sumontha, mentre Siho è relegato a vegliare sugli altri sei fratelli.
Una volta giunto ad Anolad, Sinxay riesce a uccidere il gigante Kumphan e a salvare sua zia Sumontha con sua figlia Sitajan. Sulla via del ritorno i sei fratelli gettano Sinxay in un burrone, ma Sumontha prega il dio Indra affinché il ragazzo torni in vita e così avviene. Quando i due raccontano il tentato omicidio dei fratelli, il sovrano inizialmente non li crede, ma grazie all'intervento del dio Indra si ricrede e fa giustiziare i sei figli, le loro madri e l'astrologo, facendo tornare Chandra, Lun e i tre ragazzi in città. Sinxay diventa poi re di Pengjan.

## Analisi buddhista
La tradizione buddhista considera Sinxay un bodhisattva. L'opera riflette i valori della famiglia della tipica società laotiana. Per quanto non appartenente ai classici della letteratura buddhista, il Sang Sinxay riflette molti dei suoi valori ed è considerato un'opera didattica al fine di educare il lettore alla moralità religiosa.
Gli studiosi ritengono che l'opera sia un racconto jātaka nella variante pannasajātaka. Altre precedenti opere popolari che hanno influenzato il Sang Sinxay sono il Rāmāyaṇa, il Khun Tueng Khun Tueang, il Chaiyadej, il Kampra Pi Noi, il Nang Sipsong e il Taw Sivixay.